# Cyphostemma cymosum
Cyphostemma cymosum là một loài thực vật hai lá mầm trong họ Nho. Loài này được (Schumach. & Thonn.) Desc. miêu tả khoa học đầu tiên năm 1967.